# Soungbè Sakanoko
Soungbè Sakanoko, née en 1960, est une athlète ivoirienne.

## Biographie
Aux championnats d'Afrique d'athlétisme 1982 au Caire, elle fait partie du relais 4 x 100 mètres ivoirien remportant la médaille d'argent.

### Palmarès
| Date | Compétition            | Lieu     | Résultat | Épreuve   | Performance |
| ---- | ---------------------- | -------- | -------- | --------- | ----------- |
| 1982 | Championnats d'Afrique | Le Caire | 2e       | 4 x 100 m | 47 s 23     |